# ماریا کریستینا ساکسونی
ماریا کریستینا (انگلیسی: Princess Maria Christina of Saxony) دختر آگوستوس سوم لهستان و ماریا جوزف آستوریاس بود.
او دهمین فرزند از بین ۱۴ خواهر و برادرش بود. ماریا آمالیا یکی از خواهران او بود.